# Palais Danube
Le palais Danube (en hongrois : Duna palota) est un édifice situé dans le 5e arrondissement de Budapest. L'établissement est situé dans le quartier d'Újlipótváros.

## Histoire et description
Le bâtiment a été construit entre 1894 et 1897 selon les plans de l’architecte Vilmos Freund, dans le style néo-baroque. Jusqu’en 1945, c’était le siège du Casino de Lipótváros. Le casino organisait régulièrement des soirées caritatives et soutenait de jeunes artistes. Parmi les artistes qui se sont produits figurent Mark Twain et Antonín Dvořák. Le ministère l’utilise à des fins culturelles depuis 1951. Les fresques de la salle de théâtre ont été peintes par Lajos Márk. L’Orchestre symphonique du Danube et l’Ensemble d’art du Danube y opèrent.